# Église Saint-Nicolas de Grandrieux
L'église Saint-Nicolas est une église située à Grandrieux, en France.

## Description

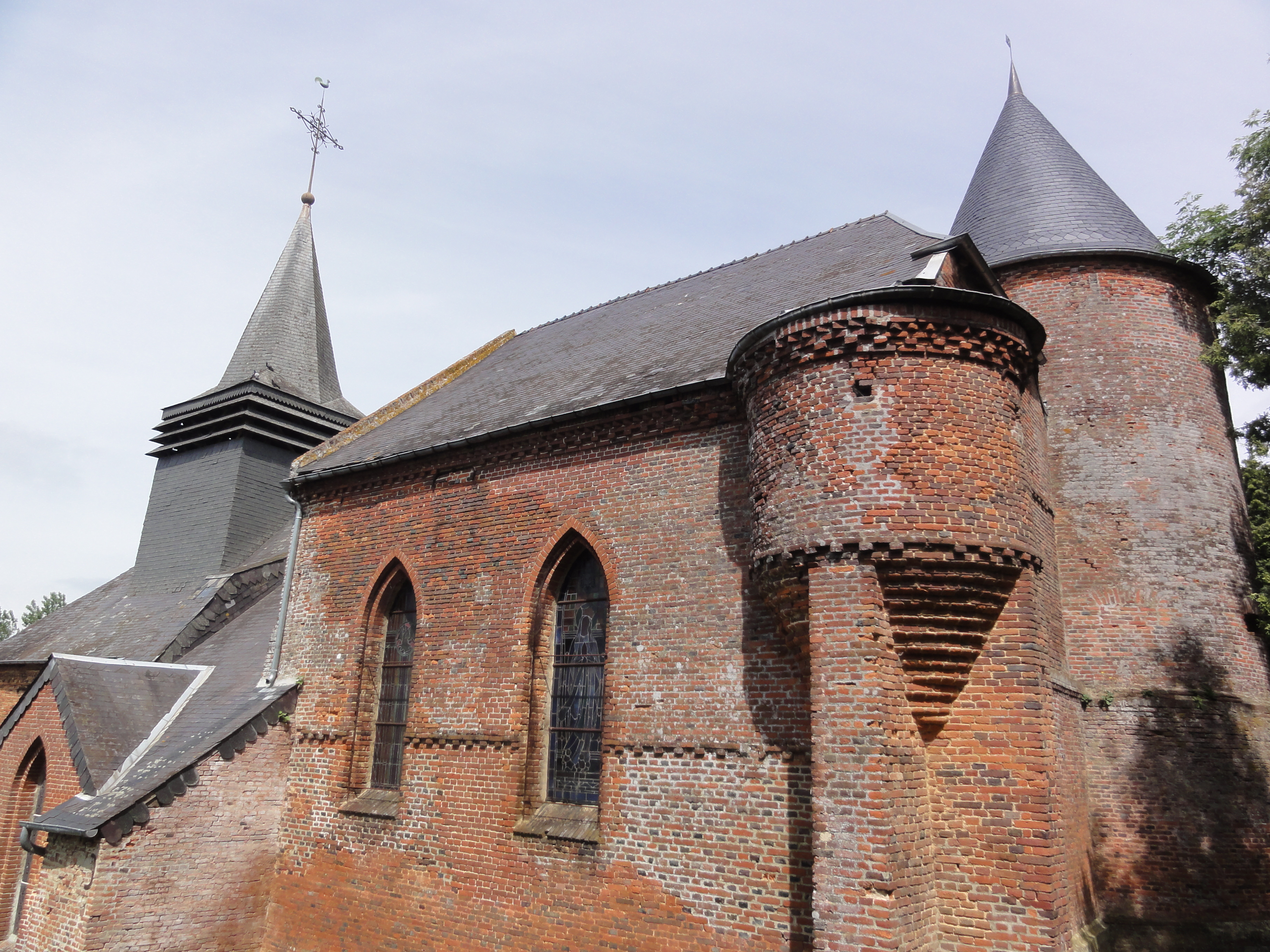
Vue latérale
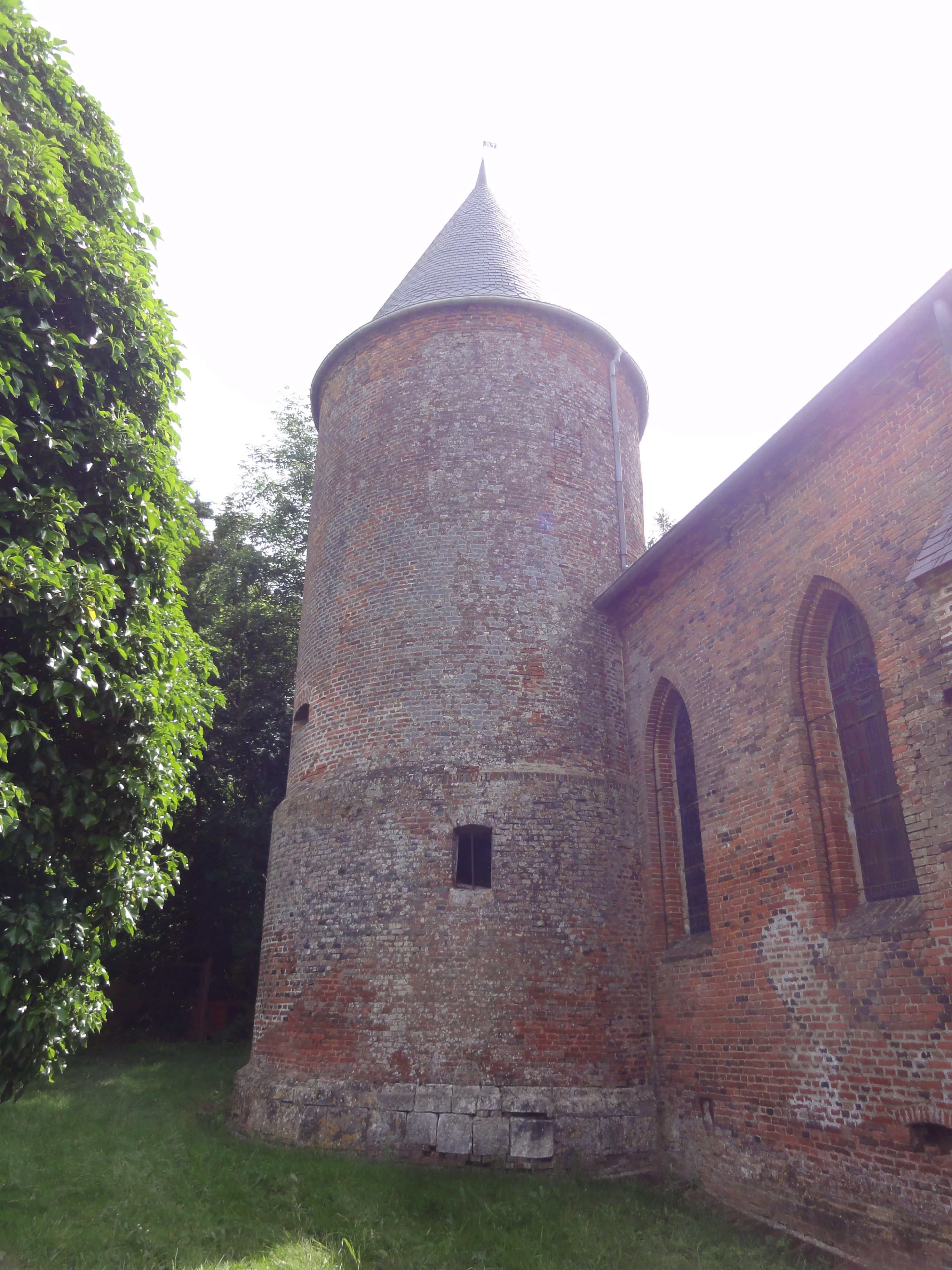
La tour d'angle nord
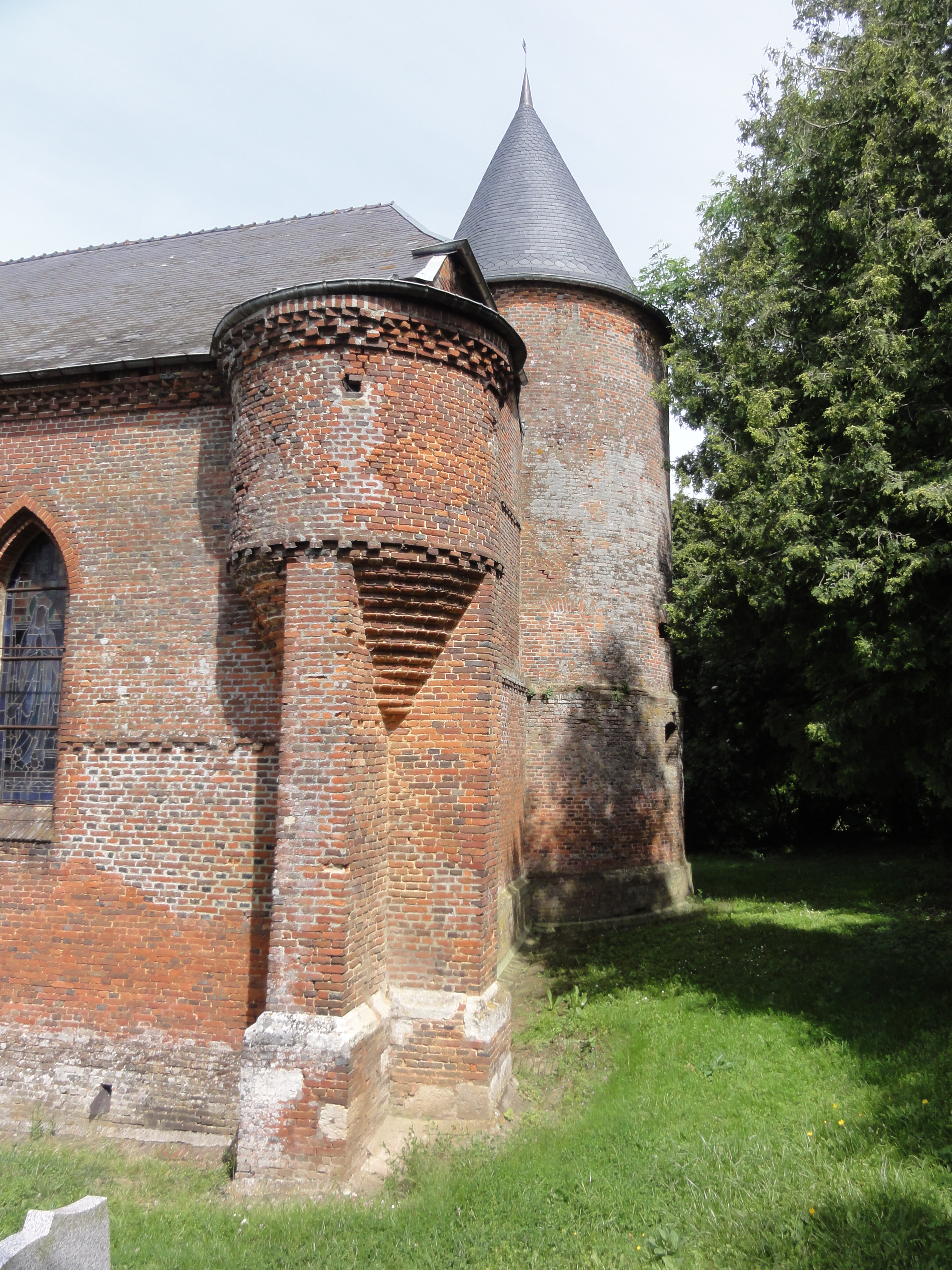
la tour d'angle sud

## Localisation
L'église est située sur la commune de Grandrieux, dans le département de l'Aisne.

## Historique
Avant la révolution, le chapitre de Rozoy avait le patronage de la cure (possibilité de présenter à l'évêque, pour qu'il l'ordonne, le desservant d'une église) de Saint-Nicolas de Grandrieux  et dîmait, pour la totalité, dans cette paroisse, le curé ayant opté pour la portion congrue.
Suivant une déclaration du 28 octobre 1728, la cure de Grandrieux valait annuellement 356 livres. Il y avait seize fondations d'obits dans les paroisses de Grandrieux et Résigny.
Le monument est inscrit au titre des monuments historiques en 1987.